# Liste des matchs de l'équipe du Turkménistan de football par adversaire
Cette liste présente les matchs de l'équipe du Turkménistan de football par adversaire rencontré. Lorsqu'une rivalité footballistique particulière existe entre le Turkménistan et un autre pays, une page spécifique est parfois proposée.
- Haut – A
- B
- C
- D
- E
- F
- G
- H
- I
- J
- K
- L
- M
- N
- O
- P
- Q
- R
- S
- T
- U
- V
- W
- X
- Y
- Z

## B

### Bhoutan

#### Confrontations
Confrontations entre le Turkménistan et le Bhoutan :
|   | Date            | Lieu   | Match                  | Score | Compétition                                                  |
| - | --------------- | ------ | ---------------------- | ----- | ------------------------------------------------------------ |
| 1 | 16 février 2000 | Koweït | Bhoutan - Turkménistan | 0-8   | Tour préliminaire à la Coupe d'Asie des nations 2000 (gr. 5) |
| 2 | 16 avril 2009   | Malé   | Bhoutan - Turkménistan | 0-7   | AFC Challenge Cup 2010 (gr. B)                               |

#### Bilan
Au 31 mars 2019 :
- Total de matchs disputés : 2
- Victoires du Turkménistan : 2
- Match nul : 0
- Victoires du Bhoutan : 0
- Total de buts marqués par le Turkménistan : 15
- Total de buts marqués par le Bhoutan : 0

## C

### Cambodge
Confrontations entre le Cambodge et le Turkménistan :
| Date             | Lieu       | Match                   | Score | Compétition                                          |
| 11 octobre 2007  | Phnom Penh | Cambodge - Turkménistan | 0-1   |                                                      |
| 20 novembre 2007 | Achgabat   | Turkménistan - Cambodge | 4-1   |                                                      |
| 22 mars 2013     | Manille    | Turkménistan - Cambodge | 7-0   | Qualifications à l'AFC Challenge Cup 2014 (Groupe E) |

#### Bilan
- Total de matchs disputés : 3
- Victoires de l'équipe du Turkménistan : 3
- Match nul : 0
- Victoire de l'équipe du Cambodge : 0

## E

### Émirats arabes unis

#### Confrontations
Confrontations entre le Turkménistan et les Émirats arabes unis :
|   | Date            | Lieu      | Match                              | Score | Compétition                                                              |
| - | --------------- | --------- | ---------------------------------- | ----- | ------------------------------------------------------------------------ |
| 1 | 30 octobre 1999 | Abou Dabi | Émirats arabes unis - Turkménistan | 3-1   | Match amical                                                             |
| 2 | 19 octobre 2003 | Achgabat  | Turkménistan - Émirats arabes unis | 1-0   | Tour préliminaire à la Coupe d'Asie des nations 2004 (tour qualificatif) |
| 3 | 30 octobre 2003 | Charjah   | Émirats arabes unis - Turkménistan | 1-1   | Tour préliminaire à la Coupe d'Asie des nations 2004 (tour qualificatif) |
| 4 | 5 novembre 2015 | Abou Dabi | Émirats arabes unis - Turkménistan | 5-1   | Match amical                                                             |

#### Bilan
Au 12 avril 2019 :
- Total de matchs disputés : 4
- Victoires du Turkménistan : 1
- Matchs nuls : 1
- Victoires des Émirats arabes unis : 2
- Total de buts marqués par le Turkménistan : 4
- Total de buts marqués par les Émirats arabes unis : 9

## K

### Kirghizistan

#### Confrontations
Confrontations entre le Turkménistan et le Kirghizistan :
|   | Date            | Lieu     | Match                       | Score | Compétition                    |
| - | --------------- | -------- | --------------------------- | ----- | ------------------------------ |
| 1 | 14 octobre 1992 | Achgabat | Turkménistan - Kirghizistan | 4-0   | Match amical                   |
| 2 | 13 avril 1994   | Tachkent | Turkménistan - Kirghizistan | 5-1   | Match amical                   |
| 3 | 21 février 2010 | Colombo  | Turkménistan - Kirghizistan | 1-0   | AFC Challenge Cup 2010 (gr. B) |
| 4 | 11 octobre 2016 | Bichkek  | Kirghizistan - Turkménistan | 1-0   | Match amical                   |

#### Bilan
Au 3 avril 2019 :
- Total de matchs disputés : 4
- Victoires du Turkménistan : 3
- Matchs nuls : 0
- Victoires du Kirghizistan : 1
- Total de buts marqués par le Turkménistan : 10
- Total de buts marqués par le Kirghizistan : 2

## L

### Lituanie
Confrontations entre la Lituanie et le Turkménistan :
| Date         | Lieu            | Match                   | Score | Compétition |
| 22 août 2007 | Kaunas Lituanie | Lituanie - Turkménistan | 2-1   | Amical      |

#### Bilan
- Total de matchs disputés : 1
- Victoires de l'équipe de Lituanie : 1
- Victoires de l'équipe de Turkménistan : 0

## M

### Maldives

#### Confrontations
Confrontations entre les Maldives et le Turkménistan :
|   | Date          | Lieu      | Match                   | Score | Compétition                                    |
| - | ------------- | --------- | ----------------------- | ----- | ---------------------------------------------- |
| 1 | 14 avril 2009 | Malé      | Maldives - Turkménistan | 1-3   | AFC Challenge Cup 2010 (qualification - gr. B) |
| 2 | 8 mars 2012   | Katmandou | Turkménistan - Maldives | 3-1   | AFC Challenge Cup 2012 (gr. A)                 |

#### Bilan
Au 6 avril 2019 :
- Total de matchs disputés : 2
- Victoires des Maldives : 0
- Matchs nuls : 0
- Victoires du Turkménistan : 2
- Total de buts marqués par les Maldives : 2
- Total de buts marqués par le Turkménistan : 6